# Wizna
Wizna è un comune rurale polacco del distretto di Łomża, nel voivodato della Podlachia.
Ricopre una superficie di 133,05 km² e nel 2004 contava 4 361 abitanti.